# Erica arborescens
Erica arborescens är en ljungväxtart som först beskrevs av Carl Ludwig von Willdenow, och fick sitt nu gällande namn av E.G.H. Oliver. Erica arborescens ingår i släktet klockljungssläktet, och familjen ljungväxter. Inga underarter finns listade i Catalogue of Life.

## Bildgalleri

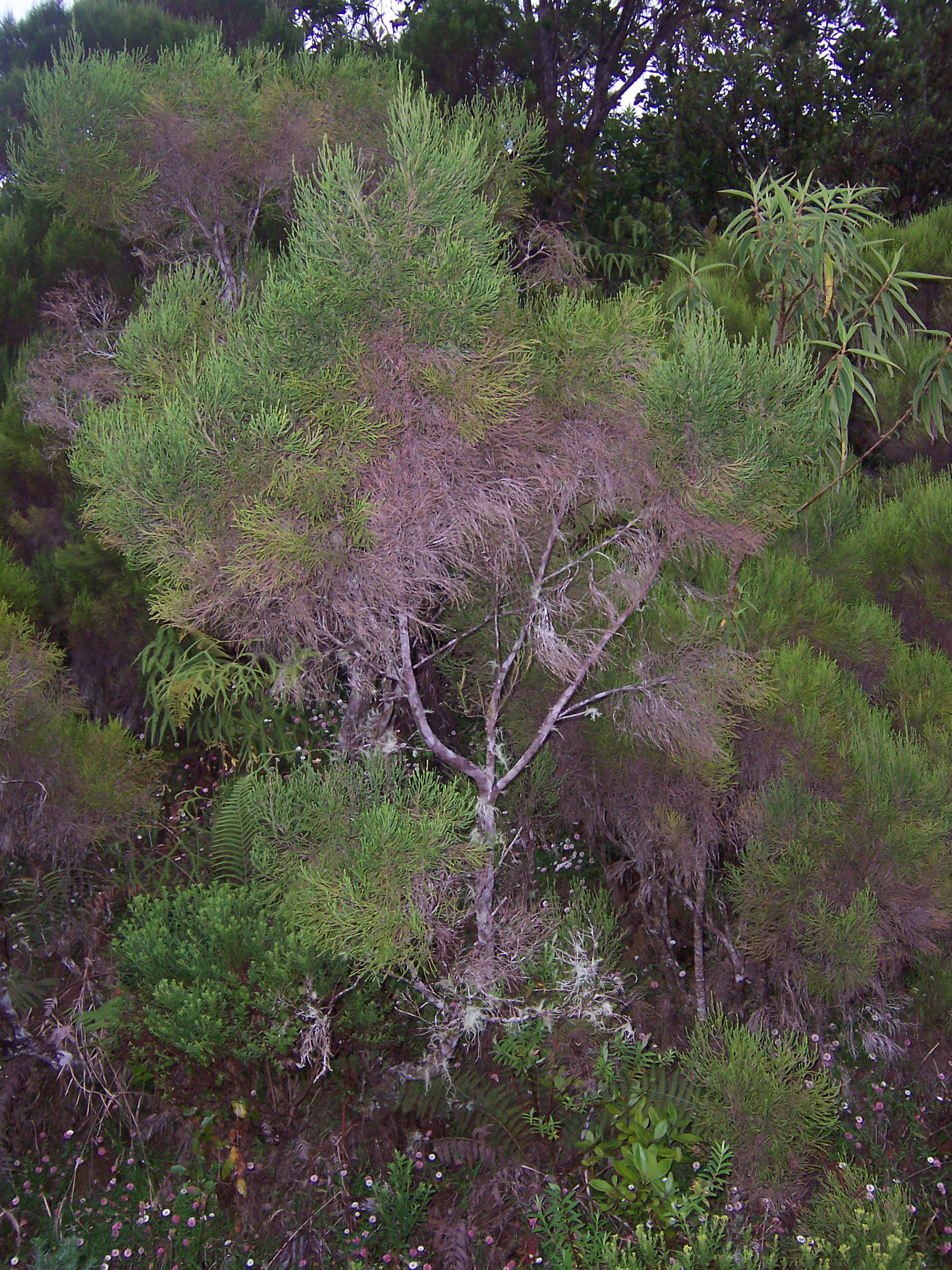